# Реймънд Фийст
Реймънд Илайъс Фийст (на английски: Raymond Elias Feist) е американски писател.

## Биография и творчество
Реймънд Фийст е роден на 23 декември 1945 г. в малък град в Южна Калифорния. Завършва с отличие през 1977 г. Калифорнийския университет в Сан Диего с бакалавърска степен по журналистика.
Неговият първи фентъзи-роман е „Магьосникът“ („Magician“) и излиза през 1982 и жъне огромен успех. След това излизат „Сребротрън“ („Silverthorn“) и „Мрак над Сетанон“ („A Darkness at Sethanon“). Тези три романа го поставят сред най-добрите фентъзи писатели. По-късно са издадени „Принц на Кръвта“ (Prince of the Blood), „Кралският Корсар“ (King’s Bucaneer“) и „Сага за Империята“ („Empire Trilogy“).
През 1998-2000 година издава трилогията „Крондор“ (The Riftwar Legacy), включваща романите „Крондор: Измяната“ (The Betrayal), „Крондор: Убийците“ (The Assassins) и „Крондор: Сълзата на боговете“ (Tear of the Gods). Действието в трите романа се развива във времето между историята в четвъртата („Мрак над Сетанон“) и петата книга („Принц на кръвта“) от поредицата „Сага за войната на разлома“. Крондор е името на втория по важност град в Островното кралство на измисления свят Мидкемия, където се развива действието в по-голямата част от произведенията на Фийст.
След излизането на „Войната на студенокръвните“ Реймънд Фийст става създател на един от най-мащабните фентъзи-светове.

### Поредица за разлома
| Година                                                 | Заглавие в оригинал       | Заглавие на български        | Издания на български | Бележки                               |
| ------------------------------------------------------ | ------------------------- | ---------------------------- | --- | ------------------------------------- |
| Сага за войната на разлома (The Riftwar Saga)          |                           |                              | |                                       |
| 1982                                                   | Magician: Apprentice      | Чиракът на магьосника        | 2000 – „Чиракът на магьосника. Майстор магьосник.“ Издателство: „Бард“. Превод: Валерий Русинов. (ISBN 9545851384)                                                                                 | първоначално издадени като един роман |
| 1982                                                   | Magician: Master          | Майстор магьосник            | 2000 – „Чиракът на магьосника. Майстор магьосник.“ Издателство: „Бард“. Превод: Валерий Русинов. (ISBN 9545851384)                                                                                 | първоначално издадени като един роман |
| 1985                                                   | Silverthorn               | Сребротрън                   | 2000 – „Сребротрън. Мрак над Сетанон.“ Издателство: „Бард“. Превод: Валерий Русинов. (ISBN 9545851481)                                                                                             |                                       |
| 1986                                                   | A Darkness at Sethanon    | Мрак над Сетанон             | 2000 – „Сребротрън. Мрак над Сетанон.“ Издателство: „Бард“. Превод: Валерий Русинов. (ISBN 9545851481)                                                                                             |                                       |
| Сага за Империята (Empire Trilogy)                     |                           |                              | |                                       |
| 1987                                                   | Daughter of the Empire    | Дъщеря на Империята          | 2012 – Издателство: „Бард“. Превод: Красимир Вълков. (ISBN 9546552884) | съавторство с Джани Вурц              |
| 1990                                                   | Servant of the Empire     | Слуга на Империята           | 2012 – Издателство: „Бард“. Превод: Валерий Русинов. (ISBN 9546553010) | съавторство с Джани Вурц              |
| 1992                                                   | Mistress of the Empire    | Господарка на Империята      | 2012 – Издателство: „Бард“. Превод: Валерий Русинов. (ISBN 9546553249) | съавторство с Джани Вурц              |
| Синовете на Крондор (Krondor's Sons)                   |                           |                              | |                                       |
| 1989                                                   | Prince of the Blood       | Принц на кръвта              | 2000 – „Принц на кръвта. Кралският корсар.“ Издателство: „Бард“. Превод: Валерий Русинов. (ISBN 9545851546)                                                                                        |                                       |
| 1992                                                   | The King's Buccaneer      | Кралският корсар             | 2000 – „Принц на кръвта. Кралският корсар.“ Издателство: „Бард“. Превод: Валерий Русинов. (ISBN 9545851546)                                                                                        |                                       |
| Войната на студенокръвните (The Serpentwar Saga)       |                           |                              | |                                       |
| 1994                                                   | Shadow of a Dark Queen    | Кралицата на мрака           | 2002 – Издателство: „Бард“. Превод: Петър Герасимов. (ISBN 9545853239) 2009 – „Кралицата на мрака. Възходът на търговеца принц.“ Издателство: „Бард“. Превод: Петър Герасимов. (ISBN 9545853441)   |                                       |
| 1995                                                   | Rise of a Merchant Prince | Възходът на търговеца принц  | 2002 – Издателство: „Бард“. Превод: Петър Герасимов. (ISBN 9545853441) 2009 – „Кралицата на мрака. Възходът на търговеца принц.“ Издателство: „Бард“. Превод: Петър Герасимов. (ISBN 9545853441)   |                                       |
| 1997                                                   | Rage of a Demon King      | Гневът на демонския крал     | 2002 – Издателство: „Бард“. Превод: Валерий Русинов. (ISBN 9545853506) 2009 – „Гневът на демонския крал. Парчета скършена корона.“ Издателство: „Бард“. Превод: Валерий Русинов. (ISBN 9545853557) |                                       |
| 1998                                                   | Shards of a Broken Crown  | Парчета скършена корона      | 2002 – Издателство: „Бард“. Превод: Валерий Русинов. (ISBN 9545853557) 2009 – „Гневът на демонския крал. Парчета скършена корона.“ Издателство: „Бард“. Превод: Валерий Русинов. (ISBN 9545853557) |                                       |
| „Крондор“ (The Riftwar Legacy)                         |                           |                              | |                                       |
| 1998                                                   | Krondor: The Betrayal     | Крондор: Измяната            | 2003 – „Измяната. Убийците. Сълзата на боговете.“ Издателство: „Бард“. Превод: Юлиян Стойнов. (ISBN 9545854820)                                                                                    |                                       |
| 1999                                                   | Krondor: The Assassins    | Крондор: Убийците            | 2003 – „Измяната. Убийците. Сълзата на боговете.“ Издателство: „Бард“. Превод: Юлиян Стойнов. (ISBN 9545854820)                                                                                    |                                       |
| 2000                                                   | Krondor: Tear of the Gods | Крондор: Сълзата на боговете | 2003 – „Измяната. Убийците. Сълзата на боговете.“ Издателство: „Бард“. Превод: Юлиян Стойнов. (ISBN 9545854820)                                                                                    |                                       |
| Легенди за войната на разлома (Legends of the Riftwar) |                           |                              | |                                       |
| 2001                                                   | Honoured Enemy            | Доблестен враг               | 2006 – „Доблестен враг. Убийство в Ламът. Джими ръчицата.“ Издателство: „Бард“. Превод: Валерий Русинов. (ISBN 9545857293)                                                                         | съавторство с Уилям Форсчън           |
| 2002                                                   | Murder in LaMut           | Убийство в Ламът             | 2006 – „Доблестен враг. Убийство в Ламът. Джими ръчицата.“ Издателство: „Бард“. Превод: Валерий Русинов. (ISBN 9545857293)                                                                         | съавторство с Джоел Розенберг         |
| 2003                                                   | Jimmy the Hand            | Джими ръчицата               | 2006 – „Доблестен враг. Убийство в Ламът. Джими ръчицата.“ Издателство: „Бард“. Превод: Валерий Русинов. (ISBN 9545857293)                                                                         | съавторство със Стив Стърлинг         |
| Конклав на сенки (Conclave of Shadows)                 |                           |                              | |                                       |
| 2002                                                   | Talon of the Silver Hawk  | Нокът на сребърния ястреб    | 2008 – Издателство: „Бард“. Превод: Валерий Русинов. (ISBN 9545858888) |                                       |
| 2003                                                   | King of Foxes             | Лисичи крал                  | 2008 – Издателство: „Бард“. Превод: Валерий Русинов. (ISBN 9545858970) |                                       |
| 2004                                                   | Exile's Return            | Завръщането на изгнаника     | 2008 – Издателство: „Бард“. Превод: Валерий Русинов. (ISBN 9545859182) |                                       |
| Войната на Мрачния (The Darkwar Saga)                  |                           |                              | |                                       |
| 2005                                                   | Flight Of The Nighthawks  | Полетът на нощните ястреби   | 2009 – Издателство: „Бард“. Превод: Красимир Вълков. (ISBN 9546550484) |                                       |
| 2006                                                   | Into a Dark Realm         | В царството на Мрачния       | 2009 – Издателство: „Бард“. Превод: Красимир Вълков. (ISBN 9546550705) |                                       |
| 2008                                                   | Wrath of a Mad God        | Гневът на лудия бог          | 2010 – Издателство: „Бард“. Превод: Красимир Вълков. (ISBN 9546551023) |                                       |
| Войната на демоните (The Demonwar Saga)                |                           |                              | |                                       |
| 2009                                                   | Rides a Dread Legion      | Връхлита страховит легион    | 2013 – Издателство: „Бард“. Превод: Юлиян Стойнов. (ISBN 9546553805) |                                       |
| 2010                                                   | At the Gates of Darkness  | Пред вратите на мрака        | 2013 – Издателство: „Бард“. Превод: Юлиян Стойнов. (ISBN 9546553904) |                                       |
| Войната на хаоса (The Chaoswar Saga)                   |                           |                              | |                                       |
| 2011                                                   | A Kingdom Besieged        | Кралство под обсада          | 2014 – Издателство: „Бард“. Превод: Валерий Русинов. (ISBN 9546554574) |                                       |
| 2012                                                   | A Crown Imperiled         | Застрашена корона            | 2014 – Издателство: „Бард“. (ISBN 9546554703) |                                       |
| 2013                                                   | Magician's End            | Краят на магьосника          | 2014 – Издателство: „Бард“. (ISBN 9546555113) |                                       |

### Серия „Легенда за огнегривия“ (The Firemane Saga)
1. King of Ashes (2018) Крал на пепелища, изд. „Бард“ (2018), прев. Валерий Русинов, ISBN 9789546558596
2. Queen of Storms (2020) Кралица на бури, изд. „Бард“ (2021), ISBN 9786190300410
3. Master of Furies (2022) Господар на стихии, изд. „Бард“ (2022), ISBN: 9786190301660

### Самостоятелни романи
- Faerie Tale (1988)